# Bundesstraße 261
Die Bundesstraße 261 (Abkürzung: B 261) führt von der B 260 in  Bad Ems zur B 49 bei Eitelborn. Mit etwa 9,3 Kilometer Länge ist sie eine der kürzesten Bundesstraßen in Deutschland.

## Verlauf
Auf einer Länge von 9,3 km verläuft die Bundesstraße hauptsächlich in Nord-Süd-Richtung. Sie verbindet die ost-westlich verlaufende B 49 mit der ebenfalls in dieser Richtung verlaufenden B 260. Die B 261 stellt somit eine Verbindung des Westerwalds sowie den östlichen Stadtteilen von Koblenz, wie beispielsweise Arenberg, und dem Lahntal her. Daher trägt die B 261 in Bad Ems auch den Namen Arenberger Straße. Die Straße ist zweistreifig ausgebaut.

## Besonderheiten
Beachtlich ist, dass die Straße zwischen Arenberg und Neuhäusel oberhalb von den anderen östlichen Stadtteilen von Koblenz auf einer Höhe von ungefähr 300 Metern beginnt, um schließlich ca. 220 Höhenmeter Richtung Lahntal zu überwinden. Auf dem Weg bergab weicht die Straßenführung zweimal von der Nord-Süd-Richtung ab, damit über serpentinenartige Kurvenführung der Höhenunterschied besser bewältigt werden kann.
Die B 261 entlastet auch den Verkehr innerhalb von Koblenz. So können aus dem Westerwald kommende Fahrzeuge direkt ins Lahntal fahren und müssen nicht den Umweg über die B 42, die ebenfalls die B 49 mit der B 260 verbindet, durch Koblenz und Lahnstein nehmen. Das Gleiche gilt auch für den Verkehr aus den östlichen Ortsteilen von Koblenz. Aufgrund der kurzen Länge als Verbindungsstraße zwischen zwei anderen Bundesstraßen gibt es unterwegs keine Kreuzungen bzw. einmündende Straßen.
In Bad Ems bildet die B 261, bevor sie als Tiefstraße am Malbergtunnel auf seiner westlichen Seite auf die B 260 trifft, eine Art Ring. So verläuft sie innerhalb der Stadt in nord-südlicher Richtung gleichzeitig auf den parallelen Straßen Oranienweg und Silberaustraße und in ost-westlicher Richtung auf den parallel verlaufenden Straßen Viktoriallee und Koblenzer Straße (= ehemalige B 260).

## Sehenswertes
In Fahrtrichtung Bad Ems liegt auf der Höhe von Eitelborn auf der rechten Seite auf einer Höhe von 300 Metern ein Golfplatz des Golfclub Bad Ems mit Golfhotel.